# Mike Beebe
Michael Dale (Mike) Beebe, född 28 december 1946 i Amagon, Arkansas, är en amerikansk demokratisk politiker. Han var Arkansas guvernör 2007–2015.
Beebe föddes i den lilla staden Amagon i Jackson County. Modern var servitris och han träffade aldrig sin far. Beebe och hans mor flyttade ofta; de bodde i Detroit, Saint Louis, Chicago, Houston och Alamogordo innan de flyttade tillbaka till Arkansas.
Han avlade grundexamen vid Arkansas State University 1968 och juristexamen vid University of Arkansas 1972.
I 2006 års guvernörsval besegrade han republikanen Asa Hutchinson. Beebe, som var begränsad från att ställa upp i valet 2014 på grund av tidsgränser, lämnade sitt uppdrag den 13 januari 2015.
I mars 2015 gick Beebe till Roberts Law Firm PA i Little Rock. I december 2015 utsågs han till styrelsen för Tyson Foods.
Makan Ginger träffade den unge advokaten Mike Beebe när han arbetade med Searcy Junior Auxiliary och andra medborgargrupper. De gifte sig 1979 och fick en son, Kyle Houston Beebe.